# Liste von Schiffen mit dem Namen Dresden
Dresden ist ein mehrfach genutzter Name von Schiffen, die nach der sächsischen Hauptstadt Dresden benannt wurden.

## Schiffsliste
| Bezeichnung | Schiffsart      | Klasse / Typ   | Baujahr | Bauwerft                        | Eigner                                         | Dienstzeit | Verbleib                                                     | Bild |
| ----------- | --------------- | -------------- | ------- | ------------------------------- | ---------------------------------------------- | ---------- | ------------------------------------------------------------ | ---- |
| Dresden     | Raddampfer      |                | 1857    | Schiffswerft Blasewitz          | Vereinigte Sächsisch-Böhmische Dampfschiffahrt | 1857–1879  | 1879 abgewrackt                                              |      |
| Dresden     | Raddampfer      |                | 1879    | Schiffswerft Blasewitz          | Sächsische Dampfschiffahrt                     | 1879–1926  | 1926 in Mühlberg umbenannt; als Stadt Wehlen in Dienst       |      |
| Dresden     | Passagierschiff | Städte-Klasse  | 1889    | Fairfield Shipbuilders, Glasgow | Norddeutscher Lloyd                            | 1889–1903  | 1903 verkauft, am 6. November 1914 versenkt                  |      |
| Dresden     | Kleiner Kreuzer | Dresden-Klasse | 1908    | Blohm & Voss, Hamburg           | Kaiserliche Marine                             | 1908–1915  | Am 14. März 1915 selbstversenkt                              |      |
| Dresden     | Passagierschiff |                | 1914    | Bremer Vulkan                   | Norddeutscher Lloyd                            | 1927–1934  | Am 20. Juni 1934 gesunken                                    |      |
| Dresden     | Kleiner Kreuzer | Cöln-Klasse    | 1918    | Howaldtswerke, Kiel             | Kaiserliche Marine                             | 1918–1919  | Am 21. Juni 1919 selbstversenkt                              |      |
| Dresden     | Raddampfer      |                | 1926    | Schiffswerft Laubegast          | Sächsische Dampfschiffahrt                     | seit 1926  | in Dienst                                                    |      |
| Dresden     | Kombischiff     |                | 1937    | Bremer Vulkan                   | Norddeutscher Lloyd                            | 1937–1942  | 1944 versenkt; gehoben und instand gesetzt; 1950 gestrandet  |      |
| Dresden     | Frachtschiff    | Typ Dresden    | 1957    | AG Weser, Bremen                | HAPAG                                          | 1957–1970  | 1970 verkauft, in Sophie Rickmers umbenannt, 1986 abgewrackt |      |
| Dresden     | Frachtschiff    | Typ IV         | 1958    | Warnowwerft Warnemünde          | Deutsche Seereederei                           | 1958–1969  | in Traditionsschiff Typ Frieden umbenannt; Museumsschiff     |      |